# Пистаћ
Пистаћ (лат. Pistacia vera) је дрво високо до 10 метара коме је природно станиште југозападна Азија (Иран).

## Историја
Дрво пистаћа је поријеклом из региона централне Азије, укључујући данашњи Иран и Авганистан.
Археологија показује да је семе пистаћа била свакодневна храна још 6750. године пре нове ере. До сада, најранији докази о конзумирању пистаћа датирају из средње Азије бронзаног доба и потичу из модерног Узбекистана.
Дрвеће писаћа су из Азије у Европу унели Римљани у 1. веку нове ере. Узгајају се широм јужне Европе и северне Африке.
Појављује се у Диоскоридовим списима као пистакиа (πιστακια), препознатљива као П. вера и по поређењу са боровим орасима.
Плиније Старији да су пистаћи „добро позната међу нама“ као и да су били једно од дрвећа јединствених за Сирију, и да је семе у Италију унео римски проконзул у Сирији Луције Вителије Старији (на функцији 35 године) и у исто време у Хиспанију од стране Цицерона.
Наводи се да су Висећи вртови Вавилона садржали стабла пистаћа током владавине краља Меродах-Баладана око 700. године пре нове ере.
У 19. веку, пистаћ се комерцијално гајио у деловима енглеског говорног подручја, као што је Аустралија и Нови Мексико и Калифорнија где је уведен 1854. као баштенско дрво.